# 咸宁南站
咸宁南站，位于中华人民共和国湖北省咸宁市咸安区原黄畈工业园内，是武咸城际铁路上的火车站，于2013年12月28日启用营运，武汉铁路局管辖。

## 車站周邊
- 禄神大酒店
- 阳光365连锁酒店（咸宁店）
- 宁市公安局交警支队车辆管理分所
- 黄畈小学
- 中国石化二路加油站
- 黄畈宾馆
- MUSE缪斯酒吧
- 咸宁市烟草专卖局
- 中国石油化工公司咸宁石油分公司

## 歷史
- 2013年12月28日通车启用。[4][5]

## 外部連結
- 中国铁路客户服务中心（页面存档备份，存于）